# Тржни центар Калча
ТЦ Калча је највећи тржни центар у Нишу грађен од 1990. до 1993. године. Данас се Ниш огледа у овим стакленим површинама, које повезују стари град и нови Ниш који ће тек доћи.
На месту где се данас налази овај трговински центар, до почетка осамдесетих радила је кафана која је носила исто име, названа по најпознатијем нишком ловцу и љубитељу севдаха Милану Николићу Калчи.

## Карактеристике
Тржни центар се простире на површини од преко 32.000 m² у основи и још два спрата. Постоји око пет стотина продавница, многе галерије, тргова, пролази, дискови и степенице, сви формирања модерне ансамбл. Стаклена фасада је подржана стубовима.

## Историја
Тржни центар је саграђен на месту где се налазила истоимена култна кафана, која је нажалост због тога морала бити порушена. Инвеститор изградње је био Грађевинар, а пројектант познати нишки архитекта Предраг Т. Јанић. Његово решење је изабрано као најбоље још 1981. године на конкурсу тадашњег Фонда за уређење грагског грађевинског земљишта, али су недостатак финансија и процедура око обезбеђивања земљишта оложили почетак изградње још за 10 година. Првобитним идејним пројектом, већина локала је била прилагођена великим друштвеним фирмама са простора целе бивше Југославије, а тек малени део, назван занатски центар, тадашњим приватницима. Крај 1980-их и 1990-их година су донели нову економску реалност, па су локали, од којих су неки имали и по 1.200 квадрата, уситњени на мноштво мањих и понуђени су у слободну продају грађанству. Локали су продати још у току изградње која је почела 1991. године, иако је квадрат коштао од 2.000 па до 5.500 немачких марака.
Архитекта Јанић је у интервјуу за Блиц изјавио: „Калча је замишљен као мини град са две главне пешачке променаде које се укрштају, и више мањих улица које их опслужују и збирно чине кружни ток. У то време такав тржни центар треће генерације није постојао у целој Србији. Калча је био новина и по примени материјала, јер је цела фасада урађена од специјалног стакла које је набављено у Белгији. Изабрао сам стакло за фасаду, јер ми је идеја била да се објекат максимално дематеријализује, да не буде „претежак”. Сваки други материјал осим стакла би био неподобан за објекат те величине. Рефлектујуће стаклене површине у којима се огледају суседни објекти чине објекат визуелном доминантом”. Мало Нишлија зна да је првобитним пројектом Калча имао и велику подземну гаражу, али она никада није изграђена јер је инвеститор одустао у последњем часу, страхујући од подземних вода које би знатно успориле радове.